# Operazione Shylock: una confessione
Operazione Shylock (Operation Shylock) è un romanzo del 1993 dello scrittore statunitense Philip Roth. La storia viene presentata come la cronaca più precisa possibile di avvenimenti dei quali l'autore è stato protagonista nel 1988 e culminati con la partecipazione di Philip Roth a un'operazione di controspionaggio per il servizio segreto israeliano, il Mossad. Tuttavia non è semplice capire quali parti del romanzo siano reali e quali no. Benché il sottotitolo del libro sia 'una confessione', nella nota finale l'autore ci informa che questa confessione è falsa.
Il romanzo ha vinto il PEN/Faulkner Award for Fiction per il 1994.

## Trama
Dopo un lungo esaurimento nervoso causato dall'eccessiva assunzione di Halcion, Philip Roth si reca in Israele per intervistare, per conto del New York Times, lo scrittore israeliano Aharon Appelfeld. Viene così a scoprire che un uomo si sta spacciando per lui in numerose occasioni per propagandare il diasporismo, una teoria che vede in una nuova diaspora verso i paesi europei l'unica salvezza per gli ebrei di Israele.
Le vicende del Roth-scrittore e del Roth-impostore (al quale Roth attribuisce il soprannome di Moishe Pipik) si intrecciano sullo sfondo della questione palestinese e del processo a John Demjanjuk, presunto criminale di guerra nazista.

## Edizioni
- (EN) Philip Roth, Operation Shylock: A Confession, New York, Simon & Schuster, 1993,  pp. 398, ISBN 0-671-70376-5.

### Edizioni italiane
- Philip Roth, Operazione Shylock, traduzione di Vincenzo Mantovani, Milano, Mondadori, 1994,  p. 457, ISBN 8804379073.
- Philip Roth, Operazione Shylock, collana ET n. 567, Torino, Einaudi, 1998, ISBN 9788806172947.
- Philip Roth, Operazione Shylock, collana Super ET uniform edition, Torino, Einaudi, 2018, ISBN 9788806227326.